# افتون (مینه‌سوتا)
افتون، مینه‌سوتا (به انگلیسی: Afton, Minnesota) یک شهر در ایالات متحده آمریکا است که در مینه‌سوتا واقع شده‌است.

## خصوصیات
افتون ۶۸٫۴۳ کیلومترمربع مساحت و ۲٬۸۸۶ نفر جمعیت دارد و ۲۱۷ متر بالاتر از سطح دریا واقع شده‌است.